# Chelonus burksi
Chelonus burksi är en stekelart som beskrevs av Mccomb 1968. Chelonus burksi ingår i släktet Chelonus och familjen bracksteklar. Inga underarter finns listade i Catalogue of Life.